# Psalistops gasci
Psalistops gasci là một loài nhện trong họ Barychelidae. Loài này phân bố ờ Frans-Guyana.